# Hemimelie
Unter Hemimelie oder Longitudinaler Meromelie versteht man eine Fehlbildung mit angeborenem teilweisen oder vollständigen Fehlen oder deutlicher Verkürzung des unteren Teiles einer oder mehrerer Extremitäten. Sehr häufig sind die distalen Skelettanteile, also Hand oder Fuß, abschnittsweise auch mit betroffen.

## Häufigkeit
Die Häufigkeit einer Hemimelie wird mit 1-9 : 100.000 angegeben.

## Einteilung

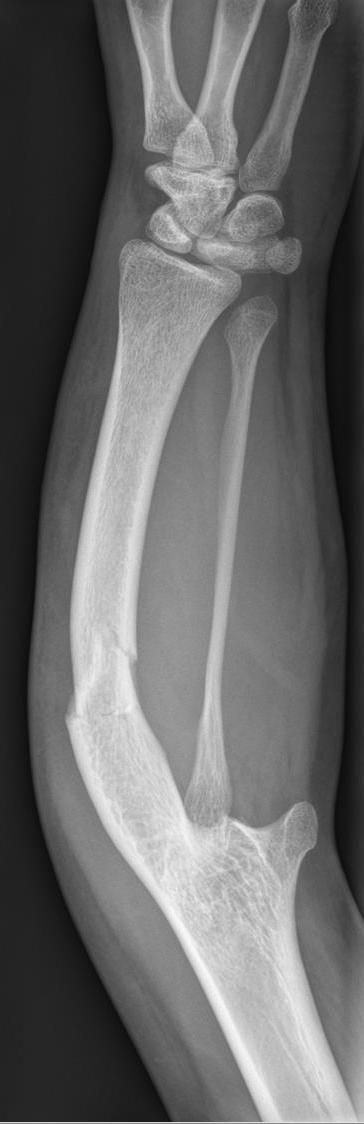
Ulnare Hemimelie mit Synostose von Humerus und Radius. Der Radius ist aktuell gebrochen.

Die Bezeichnungen der einzelnen Fehlbildungen richten sich nach dem betroffenen Knochen.
- Fibulare Hemimelie, Synonyme:   Fibuläre longitudinale Meromelie, Kongenitaler longitudinaler Reduktionsdefekt der Fibula[2]
- Tibiale Hemimelie, Synonyme:  Fehlende Tibia,  Kongenitale Aplasie und Dysplasie der Tibia mit intakter Fibula, Kongenitale longitudinale Tibiafehlbildung, Tibiale longitudinale Meromelie[3]
- Radiale Hemimelie, Synonyme:  Radiale Klumphand, Kongenitale longitudinale Radiusdefizienz, Radiale longitudinale Meromelie[4]
- Ulnare Hemimelie, Synonyme: Ulnare Klumphand,  Kongenitale longitudinale Ulnadefizienz, Ulnare longitudinale Meromelie[5]